# Болгарские
Болгарские — дворянский род.
Василий Болгарский в службу вступил в 1786 году и происходя чинами, в 1823 г. пожалован тайным советником и находясь в сём чине, 28.02.1827 пожалован на дворянское достоинство дипломом, с коего копия хранится в Герольдии.

## Описание герба
Щит разделён перпендикулярно надвое. В правой части в верхнем голубом поле изображена золотая луна, а в нижнем серебряном поле дерево дуб. В левой части в красном поле муж со сложенными на груди руками, имеющий ярмо за плечами.
Щит увенчан дворянскими шлемом и короной. Нашлемник: три страусовых пера. Намёт на щите красный и голубой, подложенный золотом. Герб Болгарского внесен в Часть 10 Общего гербовника дворянских родов Всероссийской империи, стр. 128.